# Vardapet

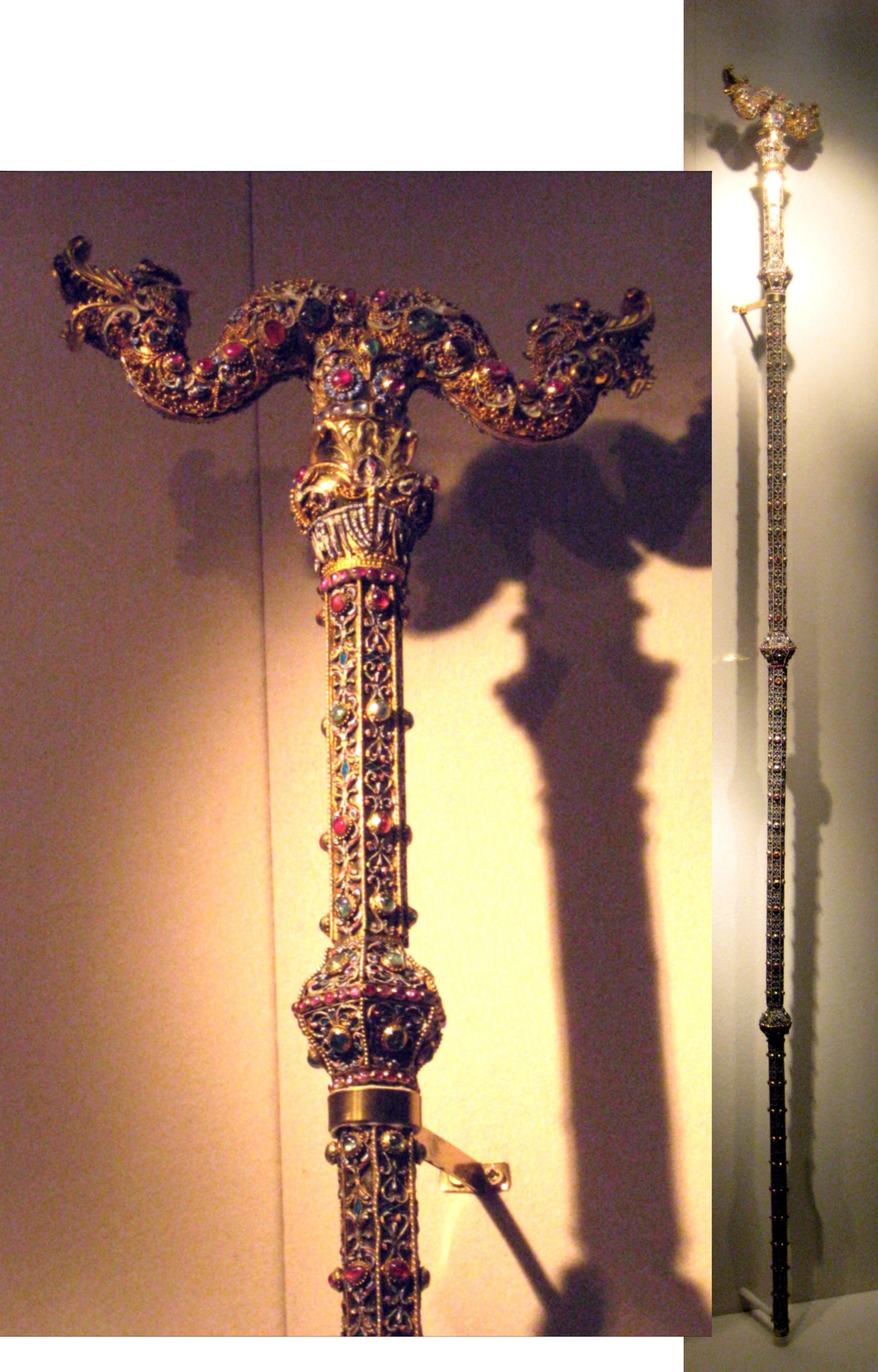
Cârjă de arhimandrit armean (Vardapet) din primul sfert al secolului al XIX-lea.

Un Vardapet (în armeană Վարդապետ) este, în tradiția Bisericii Apostolice Armene, un arhimandrit cu o educație superioară, care deține un doctorat în teologie.
În lumea anglofonă, cel mai cunoscut călugăr doctor armean este Mechitar de Sebastia, fondatorul comunității monahale catolice armenești, mechitariștii.